# Молочай сверкающий
Молочай сверкающий (лат.  Euphorbia fulgens) ― кустарниковое многолетнее растение рода Молочай семейства Молочайные (Euphorbiaceae).
Родина — Мексика.

## Морфология
Листопадный кустарник 1―1,5 м высотой. Стебли гладкие, длинные, блестящие, дуговидно изогнутые.
Листья ланцетовидные, 7―13 см длиной и 1,2―2,5 см шириной, сужено-заострённые, цельнокрайные, тёмно-зелёные с черешками.
Цветки в числе 5―7, собраны зонтиковидно, расположены в углах листьев; покрывало на длинной ножке, с 5 шаровидными блестяще-киноварными лопастями.

## Практическое использование
Выращивается как комнатное растение. Цветёт в домашних условиях с ноября по февраль. Цветение может продолжаться круглый год, если за растением правильно ухаживать.
Срезанные побеги этого очень эффектного растения можно использовать для оформления букетов.
Зимой у молочая сверкающего опадают листья, если растение испытывает недостаток влаги или стоит в слишком холодном месте.

## Болезни и вредители
Растение поражается тлёй и паутинным клещом.